# 월광수변공원
월광수변공원(月光水邊公園)은 대한민국 대구광역시 달서구 도원동에 위치한 대구광역시의 공원이다.

## 역사
2000년 4월에 처음 개원하였으나, 방문객이 저조해 2017년 웨딩테마공원을 주제로 다시 조성되었다.
2019년 9월에 멸종위기 1급으로 분류돼 있는 아기 수달 2마리가 발견되었다. 이후 달성구에선 수달을 위한 생태 공간을 마련하였다.
이후 한국관광공사에서 선정하는 2020년 가을 비대면 관광지 100선에 선정되기도 하였다.

## 시설
약 40,163㎡ 면적을 지닌 거대한 공원이다. 공원은 제1수변공원과 제2수변공원으로 나뉘며, 복숭아나무와 같은 약 40종의 나무와 21,922본의 향토 수종이 식재되어 있다. 편의 시설로는 음악분수, 월광교, 산책로, 장미길, 다목적운동장 등이 있으며, 파고라, 인라인스케이트장, 게이트볼장 과 같은 체험 시설도 있다.
행사도 자주 개최된다. 공원 주변에는 장미가 많아 봄에는 장미 축제가 열리며, 국화 행사, 야간 달빛콘서트 등 매년 다양한 행사를 연다. 그러다가 2017년 웨팅테마공원으로 재단장되면서, 결혼과 관련된 테마 행사들이 개최되기 시작했다. 매년 정월 대보름 달맞이 행사와 결혼을 테마로 한 '두근두근 페스티벌' 을 개최하고 있으며, 2020년에는 전통혼례행사를 여는 등 여러 행사를 통해 공원의 특색을 강화하고 있다.
도원지 주변에는 웰빙음식거리인 수밭골과 약 5km 거리에 대구수목원이 있어 함께 관광하기에 적합하다. 도원지 제방 끝 지점에서는 앞산으로 이어지는 등산로가 시작되며, 특히 야간에는 음악분수 공연과 호수의 경치가 어우러져, 아름다운 야간 관람 명소로 알려져 있다.

## 교통
대중교통을 이용할 경우, 지하철 1호선을 탑승한 후 버스 356번으로 환승하여 월광수변공원에 도착할 수 있다.